# Sant'Eligio Maggiore
Sant'Eligio Maggiore je crkva u Napulju, južna Italija. Nalazi se blizu Piazza Mercato (Tržni trg), a izgrađena je za vrijeme vladavine Karla Anžuvinskog od strane iste kongregacije koja je izgradila obližnju bolnicu Sant'Eligio 1270. godine. To je prva crkva koju je anžuvinska dinastija sagradila u Napulju, a time i prva u gotičko-angioianskom stilu.
Lučni prolaz koji se otvara na Piazza Mercato prolazi kroz izvorno pročelje crkve i od tada je uključen u strukturu drevne bolnice. Mnoge crte izvorne građevine otkrivene su tijekom obnove nakon bombardiranja u Drugom svjetskom ratu.